# Josha Stradowski
Josha Stradowski (* 1995 in Rotterdam) ist ein niederländischer Schauspieler.

## Leben
Erste Schauspielerfahrungen sammelte Josha Stradowski ab 2004 am Jeugdtheater Hofplein in Rotterdam. Von 2006 bis 2008 war er in den Musicals Kuifje: De Zonnentempel von Frank van Laecke, Ciske de Rat und Sound of Music zu sehen. Schauspielklassen besuchte er 2008 an der Kunstfachhochschule Codarts und 2010 an der Lucia Marthas Dance Academy. 2011 spielte er in der Fernsehserie Naranjina en de kadekapers die Rolle des Freddie, in der Serie Spangas verkörperte er 2011/12 die Rolle des Pascal Roozen. Ab 2014 studierte er Schauspiel an der Academie voor Theater en Dans in Amsterdam, das Studium schloss er 2018 ab. In der Spielsaison 2017/18 war er in den Produktionen Gender und Bromance der Toneelgroep Oostpool unter der Regie von Timothy de Gilde sowie in Oedipus der Toneelgroep Amsterdam in einer Inszenierung von Robert Icke zu sehen.
In der romantischen Filmkomödie Just Friends von Ellen Smit hatte er 2018 eine Hauptrolle als Joris. Eine weitere Hauptrolle hatte er 2020 in der Fernsehserie High-Flyers, in der er an der Seite von Sinem Kavus und Soy Kroon die Rolle des Kadetten Rutger de Man verkörperte, der an der Royal Military Academy eine Ausbildung zum Kampfpiloten beginnt. In der deutschsprachigen Fassung wurde er von Tim Schwarzmaier synchronisiert. Für Dreharbeiten zu der auf der Buchreihe Das Rad der Zeit von Robert Jordan basierenden gleichnamigen Fantasyserie von Amazon Prime Video stand er mit Rosamund Pike als Rand al’Thor vor der Kamera.

## Filmografie (Auswahl)
- 2011: Naranjina en de kadekapers (Fernsehserie)
- 2011–2012: Spangas (Fernsehserie)
- 2012: Hidden Stories – Dana (Verborgen verhalen, Fernsehserie)
- 2013: Uitgesproken (Kurzfilm)
- 2015: Boys on Film 13: Trick & Treat
- 2017: I Can Fly (Kurzfilm)
- 2018: Just Friends (Gewoon Vrienden, Fernsehfilm)
- 2018: Mannen van Mars
- 2019: Alpha (Kurzfilm)
- 2019: Instinct
- 2020: High-Flyers (Hoogvliegers, Fernsehserie)
- 2021–2025: Das Rad der Zeit (The Wheel of Time, Fernsehserie)
- 2023: Gran Turismo